# Mariano Juan María de la Cruz García Méndez
Juan María de la Cruz, S.C.I. (nacido Mariano García Méndez; San Esteban de los Patos, Provincia de Ávila, 25 de septiembre de 1891 - Silla, Provincia de Valencia, 23 de agosto de 1936) fue un sacerdote católico español.

## Biografía
Ordenado sacerdote en la diócesis de Ávila en 1916, poco después ingresa a la congregación dehoniana. Perseguido durante la Guerra Civil Española, muere ejecutado sin renunciar a su fe, por lo cual la Iglesia católica lo considera un mártir. Fue beatificado por el papa Juan Pablo II en 2001, conjuntamente con sus 232 compañeros mártires.

### Formación sacerdotal
En el Seminario se preparaba para ser sacerdote. Él quería unir el sacerdocio a la vida religiosa. Por eso se presentó en el Convento de Santo Tomás de los Padres Dominicos de Ávila y comenzó el Noviciado el día de la Asunción de Nuestra Señora, 15 de agosto de 1913. Pero no tenía muy buena salud por lo que tuvo que volver al Seminario diocesano a completar la Teología. Y así el 18 de marzo de 1916 fue ordenado sacerdote por D. Joaquín Beltrán, su obispo.

### Párroco en Ávila y búsqueda vocacional
Ya como sacerdote fue destinado en principio a las parroquias de Hernansancho y Villanueva de Gómez, y posteriormente a la cercana localidad de San Juan de la Encinilla. Él sentía que a veces la vida parroquial le pesaba mucho. Además, su estado de salud lo fastidiaba y si no hubiera sido por la obediencia ya habría tomado otro camino. Pero su inclinación a la cual no podía resistirse era la vida religiosa.    

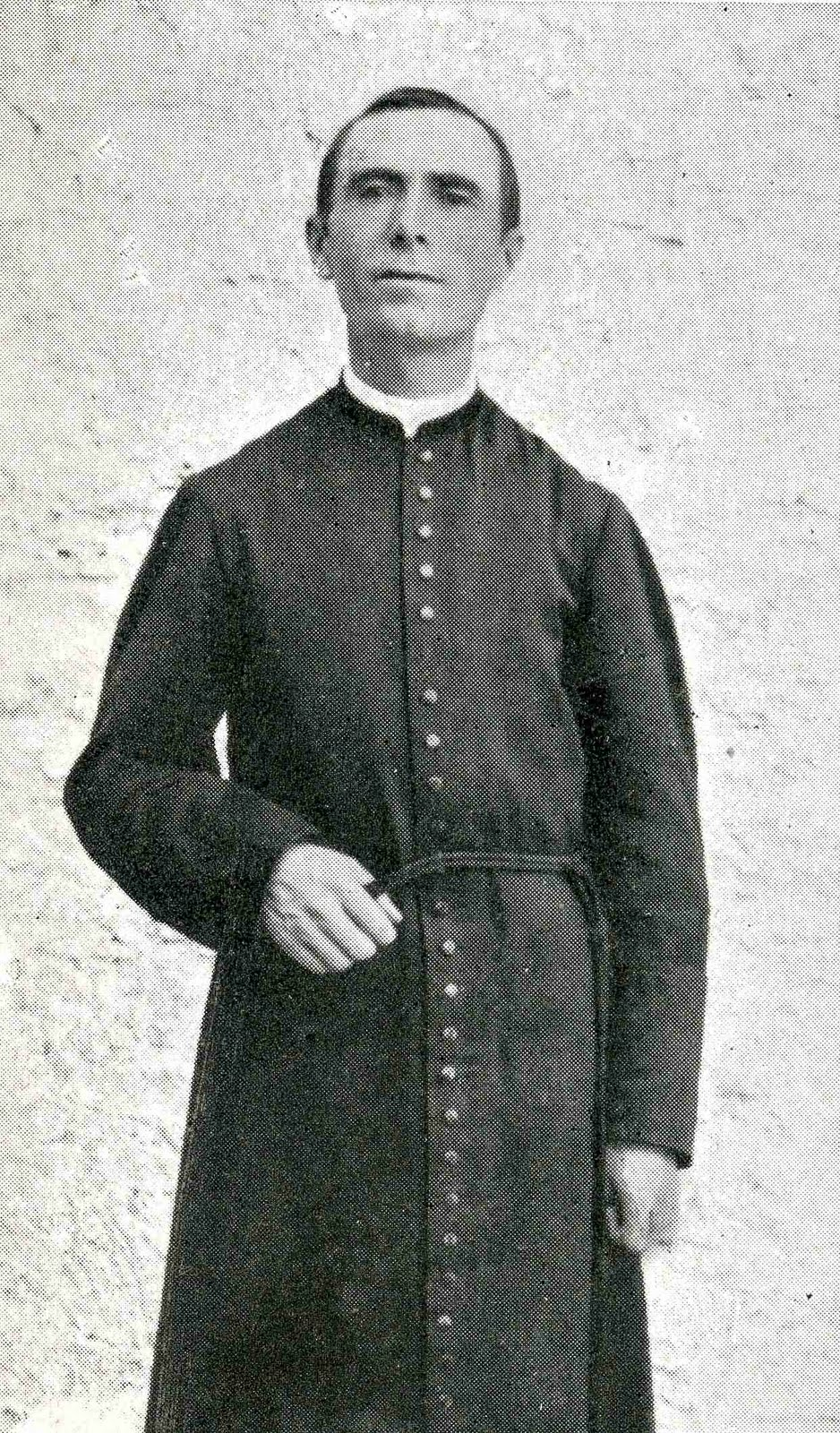
El Beato en sus primeros años en la Congregación de los Sacerdotes del Sagrado Corazón de Jesús

En 1921 pasó a la diócesis de Vitoria, donde durante casi un año fue el capellán de los  Hermanos de la Instrucción Cristiana (Menesianos) en Nanclares de la Oca. Durante ese período pide a su obispo poder ingresar en la Orden de los Carmelitas Descalzos. Tras obtener el permiso, comienza el Noviciado en Larrea (Vizcaya). 
Sin embargo, su salud no lo ayuda y no resiste a una vida que, por aquel entonces, era muy ascética, muy dura, pero que era la que él deseaba. 
Cuando vuelve a Ávila, primero se encarga de la parroquia de Santo Tomé de Zabarcos, y al año siguiente (1924) de Sotillo de las Palomas (Toledo), que en aquel tiempo pertenecía a la diócesis de Ávila. 

### Religioso de los Sacerdotes del Sagrado Corazón

#### Primeros contactos
Durante algunos años tuvo que pasar revista militar una vez al mes en Madrid. Allí acudía con frecuencia a la iglesia de las Religiosas Reparadoras. Gracias a la mediación de la Madre María del Gran Poder, superiora de la comunidad de religiosas, en el año 1925 se encontró allí con el P. Guillermo Zicke. Este religioso era el fundador de la Congregación de Sacerdotes del Sagrado Corazón de Jesús en España. Entablaron amistad y D. Mariano le desveló su inquietud, su incertidumbre sobre el lugar adonde Dios le llamaba. El P. Zicke le habló de la Congregación de P. León Dehon, su fundador, de la que formaba parte, del proyecto al cual se inspiraba y del estilo de su vida.

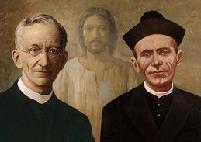
Imagen de Padre Juan María de la Cruz junto a Padre Dehon.

#### Postulantado, Noviciado y Primera Profesión en Novelda
D. Mariano entró en la familia de los Sacerdotes del Sagrado Corazón de Jesús. Le gustaba el lema que tenía esta Congregación: “Amor y Reparación”. Hizo el Noviciado en Novelda (Alicante), y profesó el 31 de octubre de 1926, solemnidad de Cristo Rey. Con esta Primera Profesión, D. Mariano se convirtió en el P. Juan María de la Cruz.
Una vez que hizo su profesión religiosa como dehoniano, su primera comunidad siguió siendo la de Novelda, donde había hecho su Noviciado. Allí estaba, como sigue estando, el Colegio Archivado el 10 de enero de 2018 en Wayback Machine., hoy llamado P. Dehon. El P. Juan enseñaba la materia de Religión. A la vez sirvió pastoralmente en la iglesia de la comunidad, un templo que fue destruido durante la guerra civil. 
En el verano de 1927 fue invitado a hacer una peregrinación a Italia. Roma le encantó. Lo que más le gustó fueron las Catacumbas de San Calixto y todos los sitios que recordaban a los mártires.

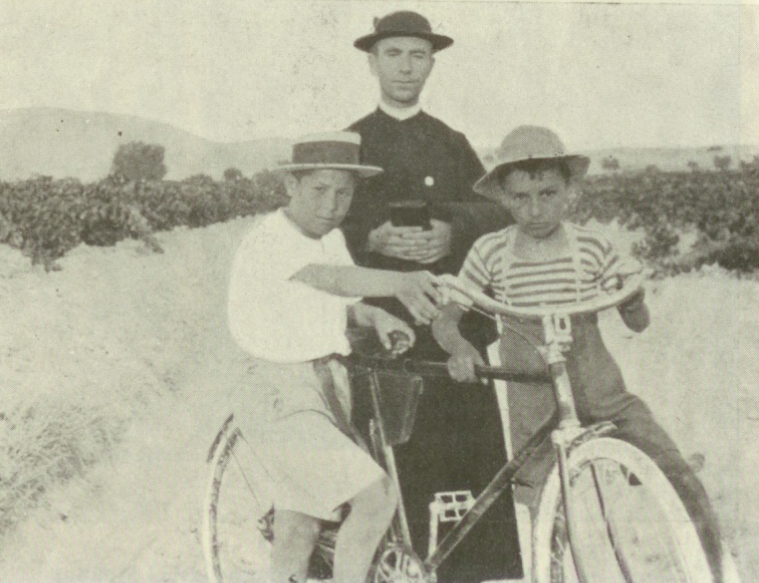
Fotografía de Padre Juan María de la Cruz con dos alumnos del Colegio en Novelda

#### Apostolado en Puente la Reina
Cuando regresa del viaje, recibe un nuevo destino y una nueva tarea: promotor de vocaciones y la recogida de donativos para el Seminario de Puente la Reina, en Navarra. Durante 9 años va a desarrollar esta tarea haciendo kilómetros y kilómetros, buscando ayuda entre los bienhechores afines a esta Congregación por toda España, especialmente en las regiones del norte. Él, que buscaba una vida de oración y reposo, sin embargo, asumió sus tareas con responsabilidad y buen hacer. 
Fueron muchos los chavales que de la mano del P. Juan llegaron a la entonces llamada Escuela Apostólica El Crucifijo. Entre los recuerdos del P. Juan que aquellos chicos han mantenido a pesar del paso del tiempo, están las alusiones a la vida austera y sacrificada del Beato.

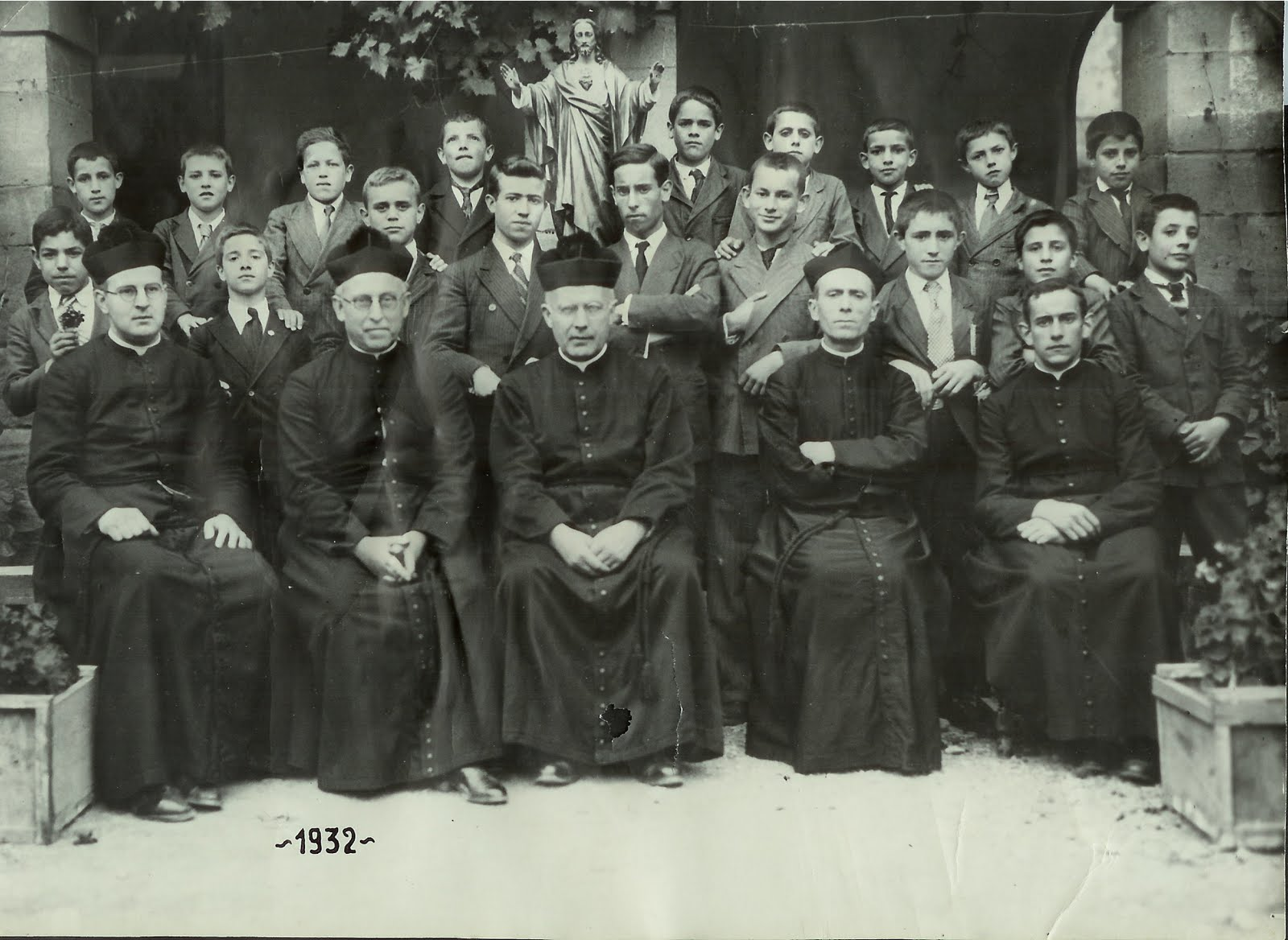
Fotografía año 1932.

### En el santuario de Garaballa
Corría el año 1936. Los religiosos de la Congregación de Sacerdotes del Sagrado Corazón de Jesús acababan de obtener del Obispo de  Cuenca el permiso de abrir una casa en el antiguo convento que los  Trinitarios regentaron en el  Santuario de Nuestra Señora de Tejeda en Garaballa, Cuenca. Fue nombrado superior el P. Lorenzo Cantó. Debido al ambiente político, las cosas, sin embargo, fueron empeorando poco a poco. En mayo de 1936 apareció también allí la hostilidad hacia los sacerdotes y religiosos. En verano el P. Juan es enviado a esta casa para descansar. El lugar era tranquilo y fresco, propicio para no encontrar muchas complicaciones. 
La crónica de los hechos fue ésta: el 16 de febrero de 1936 había ganado las elecciones el Frente Popular. Era una coalición de partidos de izquierda. Aquello produjo un envalentonamiento y una radicalización de algunos sectores anticlericales. Comenzaron los incendios de los templos y los asaltos a edificios religiosos. La Iglesia se convirtió en el punto de mira de los extremistas que se habían adueñado de la calle. En el mes de julio, antes del levantamiento militar que provocó la guerra civil, se palpaba la inestabilidad y los rumores sobre dichos movimientos militares eran incesantes. El P. Cantó reunió a todos los religiosos de Garaballa y les mandó salir en distintas direcciones. Al P. Juan le tocó Valencia, donde podría pasar desapercibido. Se vistió con ropas de calle, es decir, se quitó la sotana, cogió el autobús destino Utiel y allí tomó el tren en dirección a Valencia.

### En Valencia, su último destino
Cuando el P. Juan llegó a Valencia su objetivo era encontrar la casa de una bienhechora que le había indicado el P. Lorenzo. Vivía cerca de la iglesia de los Santos Juanes. Él tenía que pasar delante de aquel templo, pero en ese momento lo estaban incendiando. Dentro del edificio, ardían en una pira objetos sagrados de culto, amontonados en el mismo centro. Uno que lo vio lo dejó por escrito y lo explica así en el Proceso de Beatificación del P. Juan:
“Cuando el Siervo de Dios fue llevado a la cárcel eran los últimos días de julio de 1936 o los primeros de agosto siguiente; estaba encerrado en una celda de la cuarta galería si no recuerdo mal. Lo conocí por este motivo: me dijeron que hacía poco había entrado un sacerdote, porque había protestado públicamente por el incendio de la iglesia de los Santos Juanes.
Esto picó mi curiosidad y quise informarme directamente por él mismo, porque se me hacía muy difícil creer que, alguien tuviese tanto coraje o fuera tan ingenuo como para asumir tan dramáticas consecuencias.
Efectivamente se lo pregunté, y él mismo me dijo que, al ver el incendio de la iglesia de los Santos Juanes, hablando consigo mismo, pero en voz alta, había dicho éstas o parecidas palabras:
- ¡Qué horror! ¡Qué crimen! ¡Qué sacrilegio!”.
Al oír estas palabras alguien de los que acaso participaban en el incendio o estaban contentos por ello, le dijo:
- ¡Tú eres un “carca”! Expresión equivalente a: “Tú eres un hombre de derechas o tradicionalista”. A lo que el Siervo de Dios respondió:
- Yo soy un sacerdote.
Razón por la cual procedieron a su arresto’’.
Aunque al ir a Valencia pretendía ocultarse y pasar desapercibido, finalmente no negó quién era. Mantuvo la confianza en Dios también en uno de esos momentos decisivos de la vida.

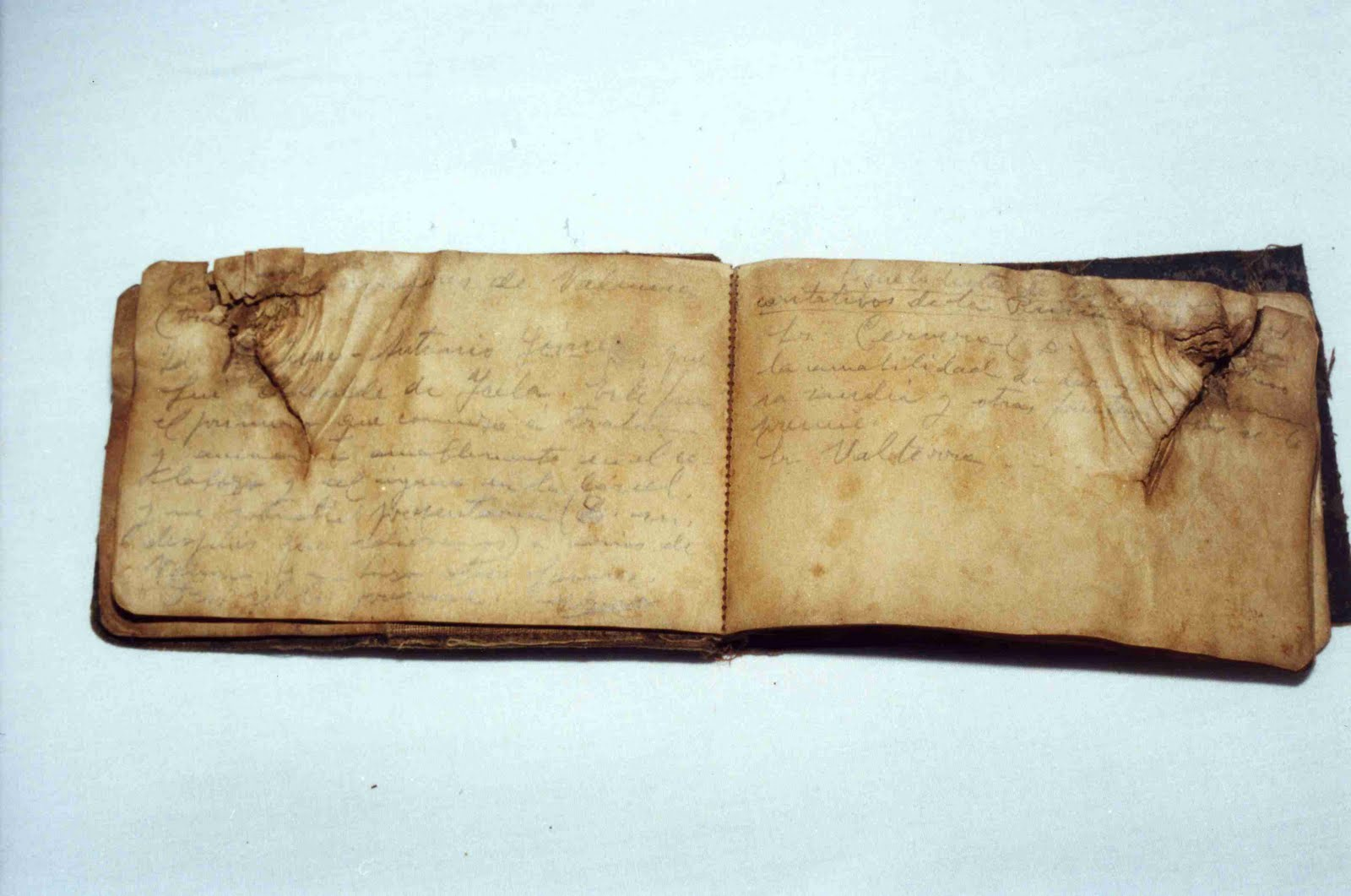
Entre sus restos, la agenda personal del Beato.

### En la Cárcel
El Beato Juan María de la Cruz estuvo prisionero en la cárcel Modelo de Valencia, hoy Complejo Administrativo del 9 de octubre. En prisión algunos lo llamaban P. Chaquetón, ya que solo había podido disponer de una chaqueta que le quedaba grande por todos los lados. Aquello llamaba la atención. Pero no iba a ser solamente por eso por lo que no iba a pasar desapercibido. Al P. Juan lo encerraron porque era sacerdote, y durante el tiempo que estuvo en la cárcel ejerció su ministerio sin temor. Así lo demuestra, entre otras cosas, un horario para la cárcel que escribió en su agenda donde se incluían todos los actos de la vida de una comunidad religiosa.
En su celda, la número 476, recitaba el Breviario. Se acercaba a los más jóvenes y más temerosos, los animaba y rezaba con ellos. En el patio de la cárcel daba auténticas conferencias o sermones, hablando de Dios y exhortaba a todos a mantenerse esperanzados y fuertes ante lo que pudiera venirles. Formaron también grupos para rezar el Rosario en voz alta.
Desde la cárcel, el P. Juan envió al menos dos cartas: la primera, el 9 de agosto al alcalde de Garaballa y la otra al obispo de Luxemburgo, monseñor Lorenzo Philippe, anterior superior general de la Congregación. En ambas mostraba su confianza en la voluntad de Dios, e incluso relataba que se hallaba preso “con ocasión de proferir algunas frases de protesta ante el horrendo espectáculo de las iglesias quemadas”. 
Todo esto pasó en un mes, y cuando se acercaba el 23 de agosto, el P. Juan estaba preparado para asumir el desenlace de su vida. Bien pudo repetir, siguiendo el modelo de su Congregación: “He aquí, oh Dios, que vengo para hacer tu voluntad”. Ecce venio... O como María, “Hágase en mí según tu voluntad”. Ecce Ancilla...

### Martirio
El P. Juan María de la Cruz murió en la noche del 23 de agosto de 1936 en los campos del pueblo valenciano de Silla. Fue fusilado junto a otros nueve compañeros en una finca llamada El Sario, en el lugar conocido como La Coma. 
Fue enterrado junto con el resto de fusilados de aquel día en el cementerio de Silla, en una fosa común. 

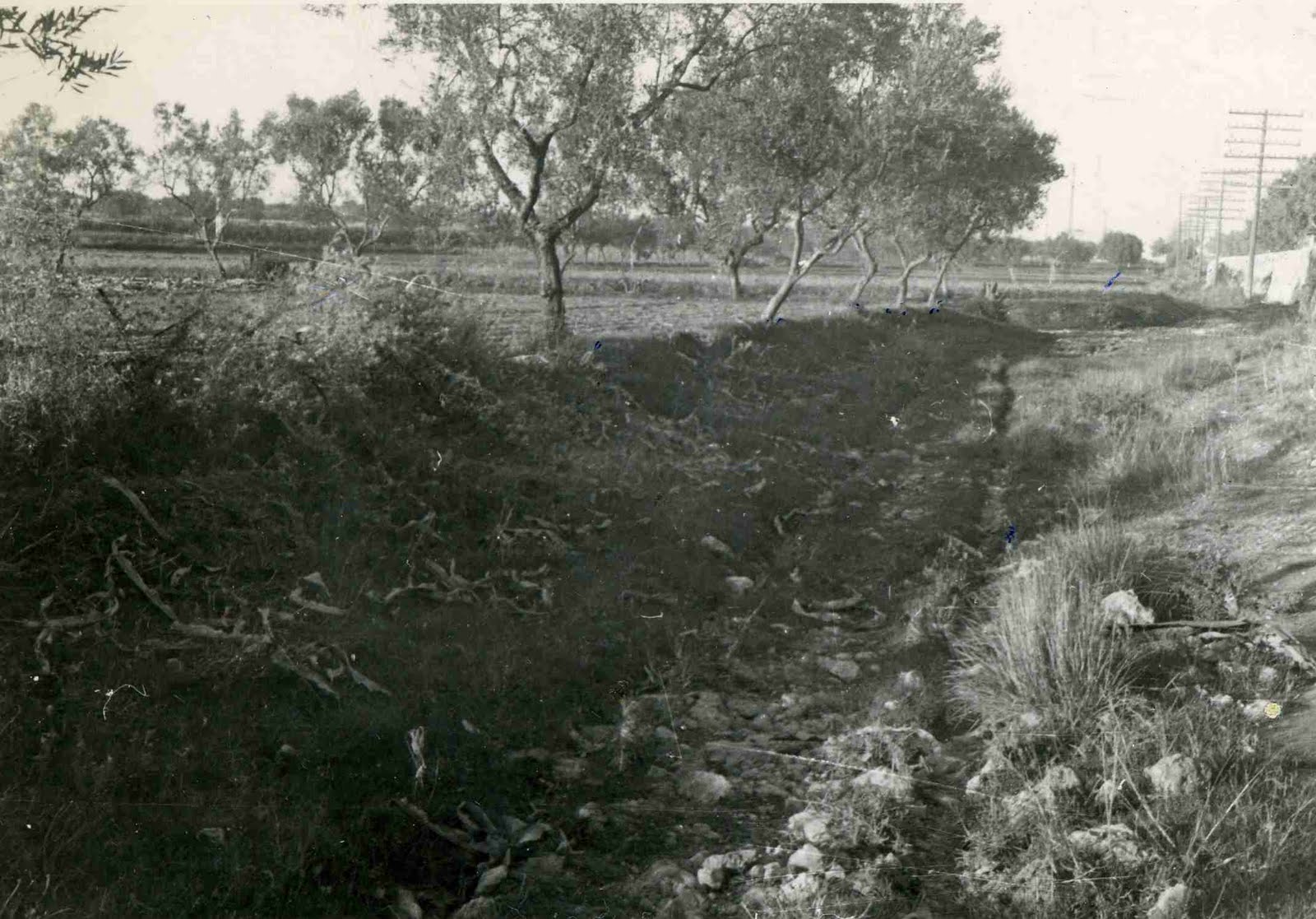
Lugar del fusilamiento en Silla, Valencia, España.

### La noticia de su fusilamiento
En el mes de octubre llegó a la cárcel de Valencia el P. Lorenzo Cantó. Tenía una esperanza, encontrarse allí con el P. Juan. Pero lo habían matado. Cuando supo de la muerte del P. Juan, desde ese momento el P. Lorenzo se volcó en la búsqueda de su tumba. Sin embargo, hubo de esperar al final de la contienda, debido a la inseguridad que para él mismo suponía remover aquel asunto en medio de tantas hostilidades. 
El 28 de marzo de 1940 el P. Lorenzo se presentó en el Tribunal de Silla para que le autorizasen a exhumar los restos del P. Juan. Comenzaron a excavar la fosa y encontraron el cráneo y algunos huesos del P. Juan, la cruz de su profesión y el escapulario de la Congregación. Días después, el 1 de abril de 1940 los restos mortales del P. Juan María de la Cruz fueron transportados a la Escuela Apostólica (hoy Colegio y Seminario) de Puente la Reina. Sus reliquias fueron acogidas con emoción por los habitantes del pueblo navarro, los cohermanos de la Congregación y los alumnos de la Escuela Apostólica. 

### Sepultura en Puente la Reina
En un primer momento, y durante 60 años, sus restos reposaron en un pequeño mausoleo, en la capilla de los seminaristas. Allí se mantuvo su recuerdo y muchos alumnos que pasaron por esa casa fueron a venerarlo. Sin embargo, desde el año 2001, cuando la Iglesia reconoció su martirio, al aprobar su beatificación, el sepulcro fue trasladado a la contigua iglesia del Crucifijo. Después, el año 2010, y dentro de la misma iglesia del Crucifijo, se le dedicó una sencilla capilla en la que fue colocado su sepulcro, que desde entonces se encuentra a la vista de los fieles.

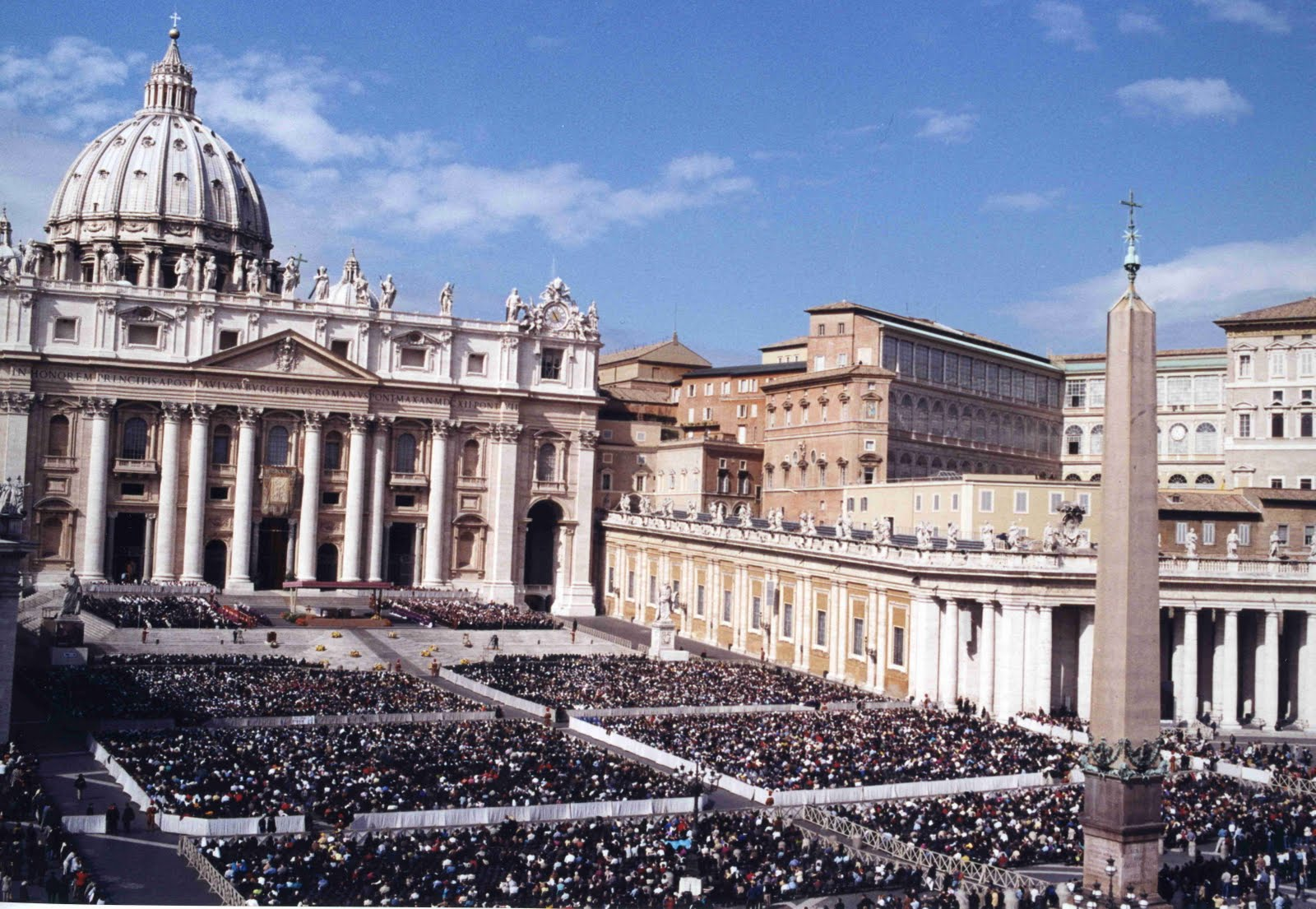
Plaza San Pietro en el día de su beatificación.

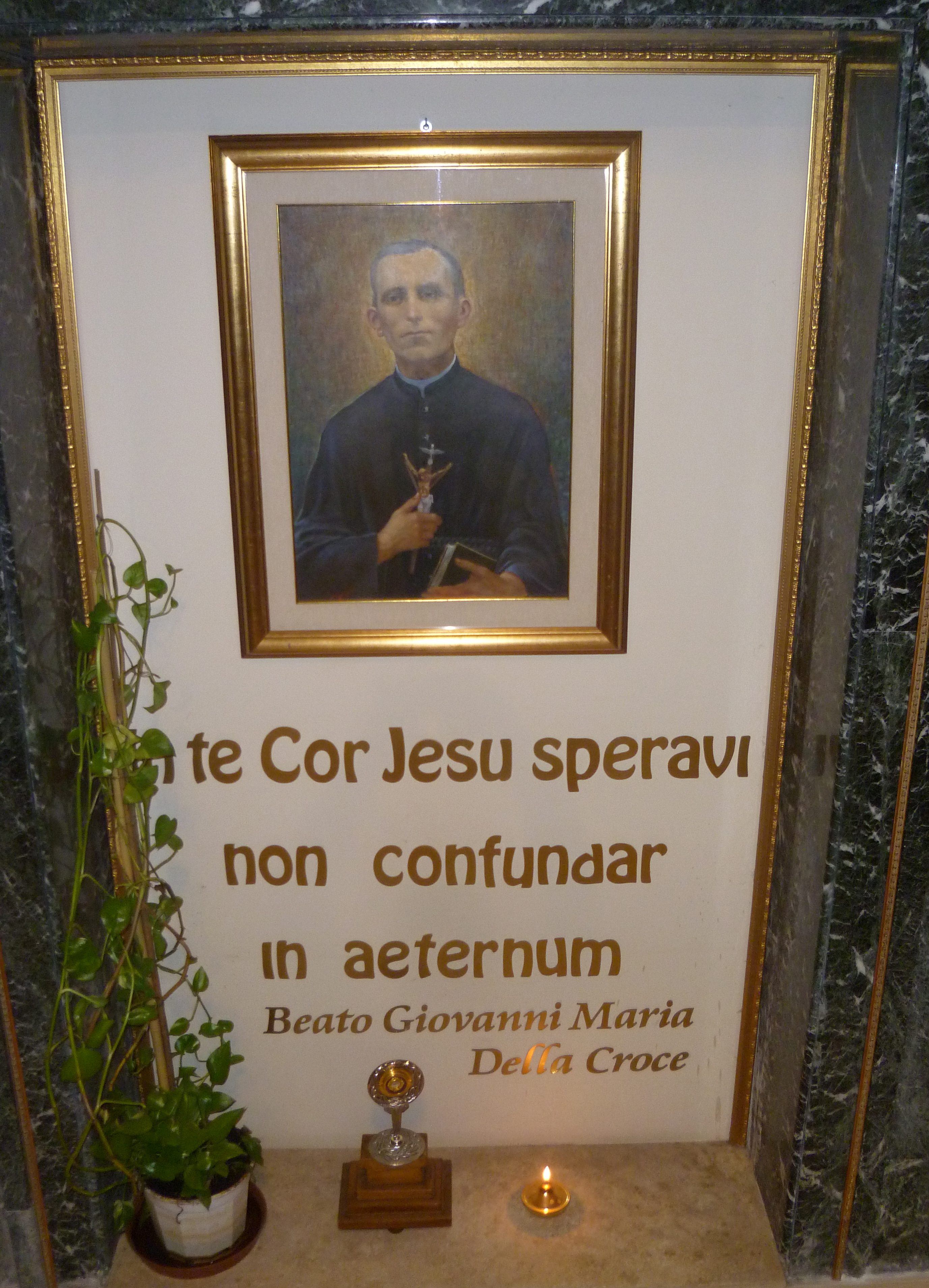
Insigna del Beato Juan María de la Cruz en Roma.

### Beatificación
El proceso de información para la beatificación del P. Juan María de la Cruz se incoó en el palacio arzobispal de Valencia el 23 de enero de 1959. Ante el arzobispo, monseñor D. Marcelino Olaechea, se constituyó el tribunal eclesiástico con las formalidades jurídicas del caso. Los trabajos diocesanos duraron dos años, y el 10 de marzo de 1961 se cerró el proceso diocesano con un acto similar al de apertura. A partir de ese momento toda la documentación se transfirió a Roma, donde prosiguió la Causa. 
La beatificación del Siervo de Dios, P. Juan María de la Cruz fue aprobada por la Santa Sede el 20 de diciembre de 2000, y se llevó a cabo el 11 de marzo en una ceremonia de Beatificación conjunta de mártires de la diócesis de Valencia, a la que se incorporaron algunas causas de otras diócesis. En total 233 mártires de la persecución religiosa en España entre 1936 y 1939.
El 11 de marzo de 2001, en la eucaristía presidida por el papa Juan Pablo II en la plaza de San Pedro del Vaticano, el P. Juan María de la Cruz obtuvo la condición de Beato de la Iglesia. Desde entonces puede recibir culto por parte de una iglesia local. En este caso, tanto por parte de la diócesis de Ávila y la archidiócesis de Valencia, y por parte de la Congregación de los Sacerdotes del Sagrado Corazón de Jesús.
Su fiesta litúrgica en Ávila es el 23 de agosto, fecha de su martirio. Mientras, en Valencia y en las comunidades de su Congregación la fiesta litúrgica es el 22 de septiembre. La Congregación de los Sacerdotes del Sagrado Corazón de Jesús (Reparadores-Dehonianos) lo considera patrón de las vocaciones dehonianas.

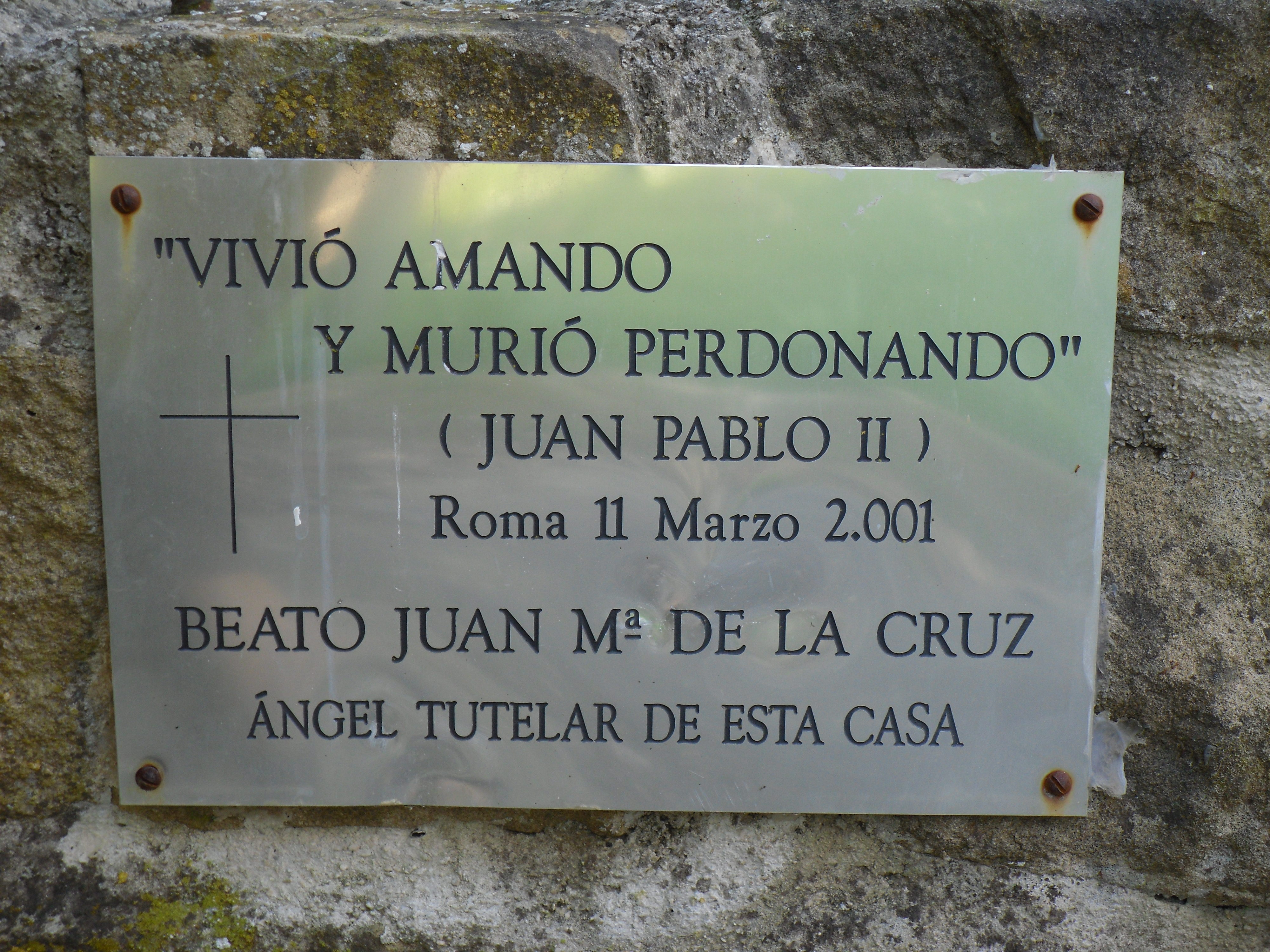
Placa dedicada al Beato Juan María de la Cruz.

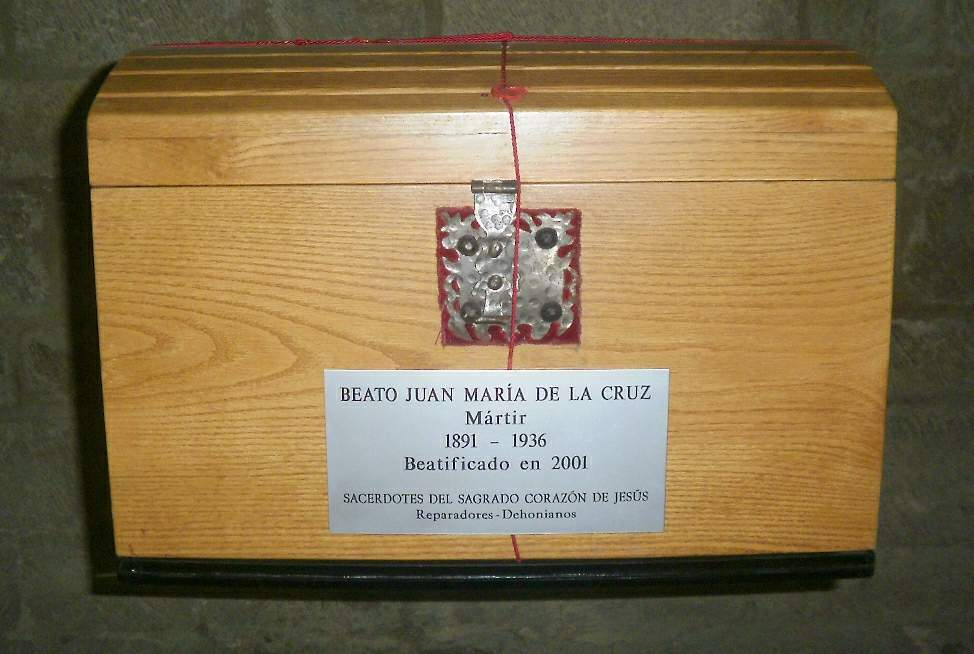
Restos del Beato guardados en la iglesia románica del Crucifijo de Puente la Reina.